# Parijs-Camembert 2018
De 79e editie van de wielerwedstrijd Parijs-Camembert werd gehouden op 10 april 2018. De start was in Saint-Germain-Village, de finish in Livarot. De wedstrijd maakte deel uit van de UCI Europe Tour, in de categorie 1.1. De Fransman Lilian Calmejane volgde zijn landgenoot Nacer Bouhanni op als winnaar.

## Deelnemende ploegen
| WorldTour        | ProContinentaal              | Continentaal            |
| ---------------- | ---------------------------- | ----------------------- |
| AG2R La Mondiale | Cofidis                      | Roubaix Lille Métropole |
| Groupama-FDJ     | Delko Marseille Provence KTM | St Michel-Auber 93      |
|                  | Direct Énergie               | Differdange-Losch       |
|                  | Fortuneo-Samsic              | Joker Icopal            |
|                  | Vital Concept                | Vorarlberg Santic       |
|                  | Androni Giocattoli-Sidermec  |                         |
|                  | Euskadi-Murias               |                         |
|                  | Gazprom-RusVelo              |                         |
|                  | Holowesko-Citadel            |                         |
|                  | Sport Vlaanderen-Baloise     |                         |
|                  | UnitedHealthcare             |                         |
|                  | Wanty-Groupe Gobert          |                         |

## Uitslag
| Plaats  | Naam               | Ploeg                        | Tijd     |
| ------- | ------------------ | ---------------------------- | -------- |
| Winnaar | Lilian Calmejane   | Direct Énergie               | 4u53'17" |
| 2       | Valentin Madouas   | Groupama-FDJ                 | + 21"    |
| 3       | Andrea Vendrame    | Androni Giocattoli-Sidermec  | z.t.     |
| 4       | Manuel Belletti    | Androni Giocattoli-Sidermec  | + 38"    |
| 5       | Damien Touzé       | St Michel-Auber 93           | z.t.     |
| 6       | Davide Cimolai     | Groupama-FDJ                 | z.t.     |
| 7       | Matthieu Ladagnous | Groupama-FDJ                 | z.t.     |
| 8       | Lorrenzo Manzin    | Vital Concept                | z.t.     |
| 9       | Hugo Hofstetter    | Cofidis                      | z.t.     |
| 10      | Laurent Pichon     | Fortuneo-Samsic              | z.t.     |
| 11      | Marco Minnaard     | Wanty-Groupe Gobert          | z.t.     |
| 12      | Patrick Schelling  | Vorarlberg Santic            | z.t.     |
| 13      | Daniel Hoelgaard   | Groupama-FDJ                 | z.t.     |
| 14      | Carl Fredrik Hagen | Joker Icopal                 | z.t.     |
| 15      | Guillaume Martin   | Wanty-Groupe Gobert          | + 41"    |
| 16      | Nicolas Edet       | Cofidis                      | + 45"    |
| 17      | Amaury Capiot      | Sport Vlaanderen-Baloise     | + 1'03"  |
| 18      | Jon Aberasturi     | Euskadi-Murias               | z.t.     |
| 19      | Jérémy Cornu       | Direct Énergie               | z.t.     |
| 20      | Romain Combaud     | Delko Marseille Provence KTM | z.t.     |

1946 · 1947 · 1948 · 1949 · 1950 · 1951 · 1952 · 1953 · 1954 · 1955 · 1956 · 1957 · 1958 · 1959 · 1960 · 1961 · 1962 · 1963 · 1964 · 1965 · 1966 · 1967 · 1968 · 1969 · 1970 · 1971 · 1972 · 1973 · 1974 · 1975 · 1976 · 1977 · 1978 · 1979 · 1980 · 1981 · 1982 · 1983 · 1984 · 1985 · 1986 · 1987 · 1988 · 1989 · 1990 · 1991 · 1992 · 1993 · 1994 · 1995 · 1996 · 1997 · 1998 · 1999 · 2001 · 2002 · 2003 · 2004 · 2005 · 2006 · 2007 · 2008 · 2009 · 2010 · 2011 · 2012 · 2013 · 2014 · 2015 · 2016 · 2017 · 2018 · 2019 · 2020 · 2021 · 2022 · 2023 · 2024